# Wendezugsteuerung
Die Wendezugsteuerung ist ein System zur Fernsteuerung eines Triebfahrzeugs, das den Betrieb eines Wendezuges ermöglicht. Diese Steuerung wird hauptsächlich im Personenverkehr eingesetzt, kommt aber in seltenen Fällen auch bei Güterzügen zum Einsatz. Sie erlaubt es dem Triebfahrzeugführer, den Zug auch von einem Steuerwagen oder Befehlswagen aus zu führen, wodurch das Umsetzen des Triebfahrzeugs bei Fahrtrichtungswechseln entfällt.
In der Schweiz werden die Wendezüge als Pendelzüge bezeichnet. Die Aufgabe der Wendezugsteuerung wird von der Vielfachsteuerung übernommen, die auch für die Mehrfachtraktion verwendet wird.

## Technische Ausführung
Es wird zwischen der direkten und der indirekten Wendezugsteuerung unterschieden:
Die direkte Wendezugsteuerung wird von einem Steuerwagen aus realisiert, wobei alle Funktionen für das Fahren und Bremsen bedient werden können. Ähnlich wie bei der Mehrfachsteuerung bleibt das nicht an der Spitze fahrende Triebfahrzeug unbesetzt.
Die indirekte Wendezugsteuerung wird von einem Befehlswagen aus realisiert, wobei der Triebfahrzeugführer optische und akustische Signale an das nicht an der Spitze fahrende, aber besetzte Triebfahrzeug übermittelt. Dieses wird von einem Maschinenbediener oder, bei den Dampflokomotiven, von einem reglerberechtigten Heizer lokal bedient. Die Zugbremse wird vom Befehlswagen aus bedient.

### Direkte Wendezugsteuerung

#### Dampfbetrieb in England

##### Through Regulator Gear (TGR)
In England setzten die London and South Western Railway (LSWR), die Great Western Railway und andere Bahnen bereits um 1905 dampflokbespannte Wendezüge ein. Dabei wurde der Regler der Lokomotive über eine mechanische Vorrichtung vom Steuerwagen aus bedient. Die Einrichtung wurde als Through Regulator Gear‚ abgekürzt TGR bezeichnet, was etwa ‚durchgehender Reglerantrieb‘ heißt. Der Regler war auf dem Führerstand der Lokomotive über ein Gestänge mit einer drehbaren Welle verbunden, die unter dem Führerhausboden über die gesamte Länge der Lokomotive verlief. An den Pufferbohlen wurde die Welle mit einer teleskopierbaren Kupplung an das Gestänge des Steuerwagens angekuppelt, das unter dessen Boden über die ganze Wagenlänge verlief.
Im Führerstand des Steuerwagens konnte das Gestänge mithilfe eines zweiten Reglers bewegt werden, sodass der Lokomotivführer bei dieser direkten Steuerung sowohl den Regler als auch die Bremsen bedienen konnte. Die Pfeife der Lokomotive konnte er über einen über das Wagendach verlaufenden Seilzug bedienen. Außerdem konnte er vom Steuerwagen aus über ein Klingelsystem mit dem Heizer kommunizieren, der sowohl das Feuer unterhielt als auch die Steuerung und die Sandstreueinrichtung bediente. Mit dem Through Regulator Gear konnten maximal zwei, als Autocoach bezeichnete, Steuerwagen pro Lokomotivseite bedient werden, da sonst der Regler möglicherweise zu schwergängig geworden wäre.

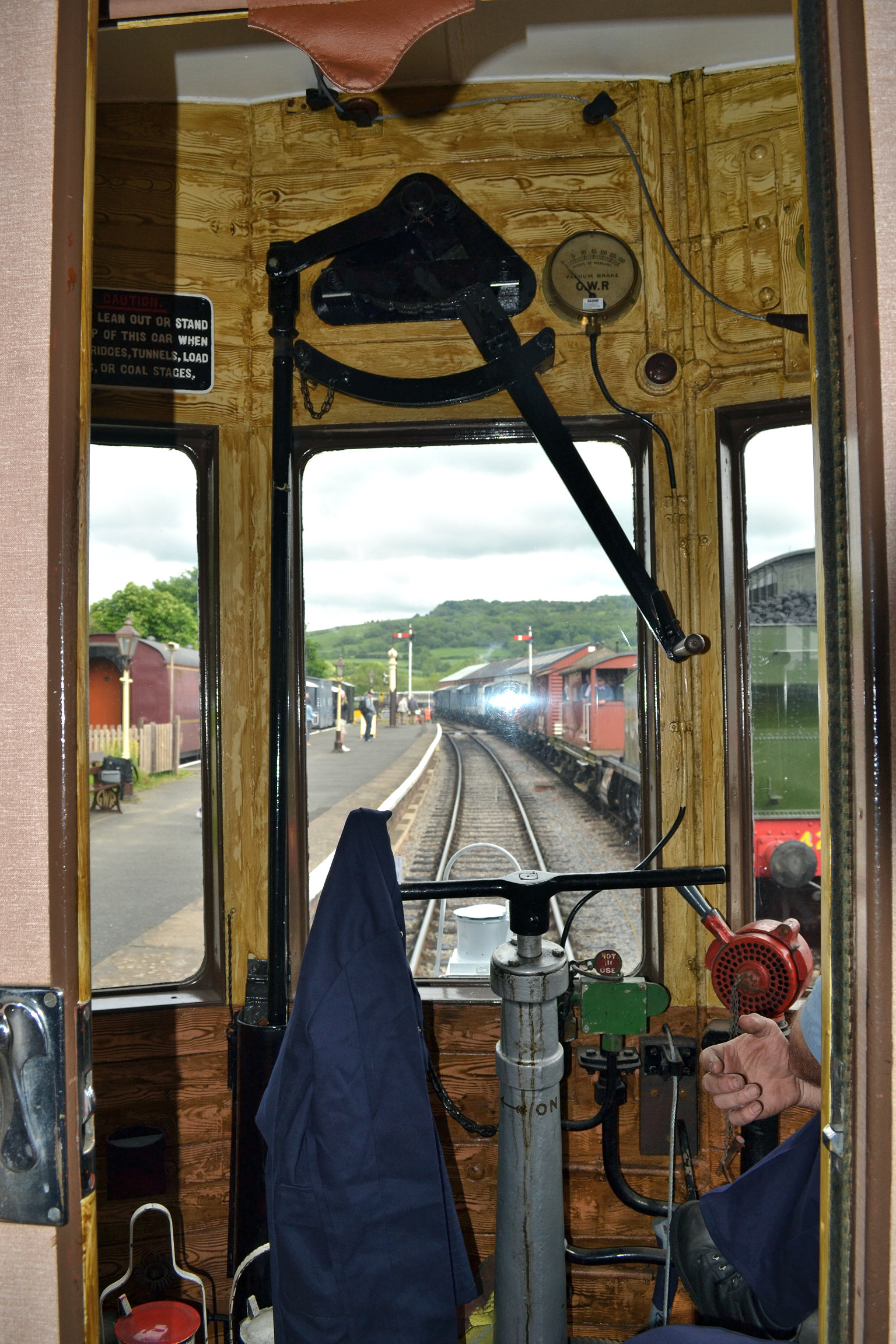
Führerstand des Steuerwagens mit dem Regler vor dem Führerstandfenster
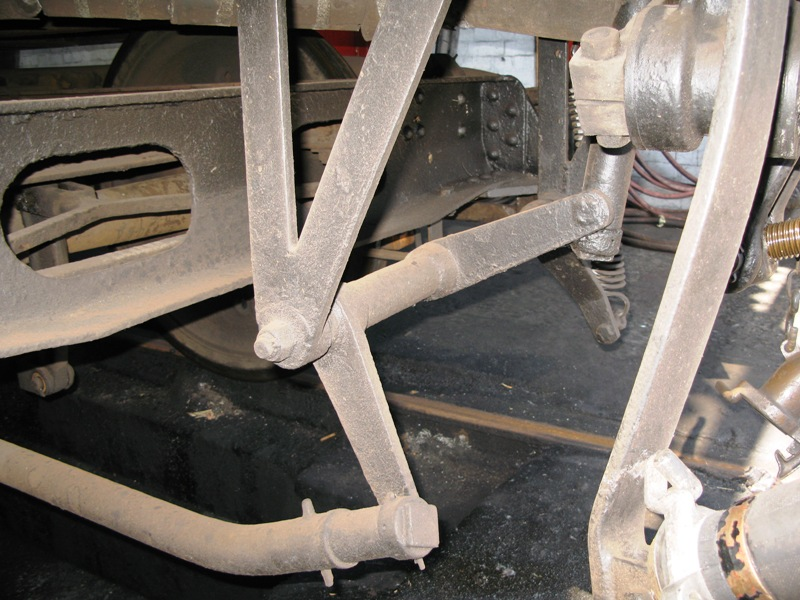
Schubstange unter dem Wagenboden
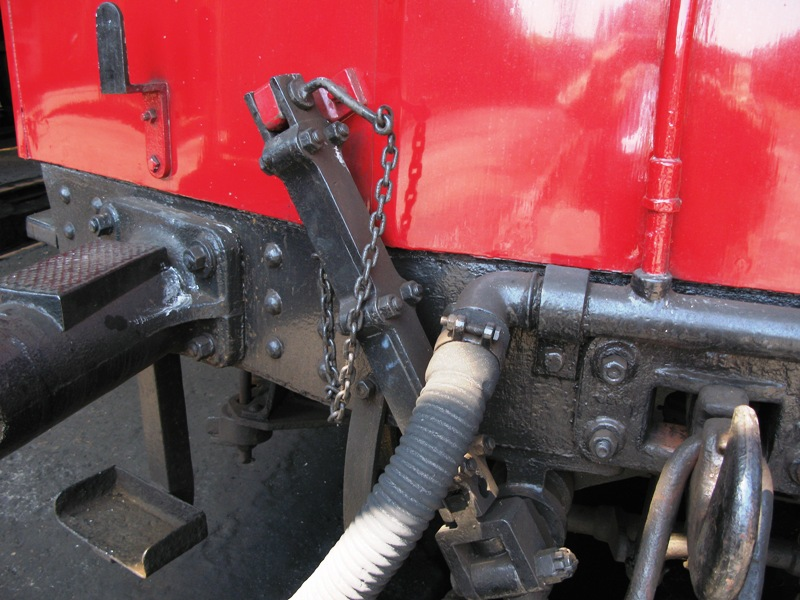
Geöffnete teleskopierbare Kupplung am Wagenende
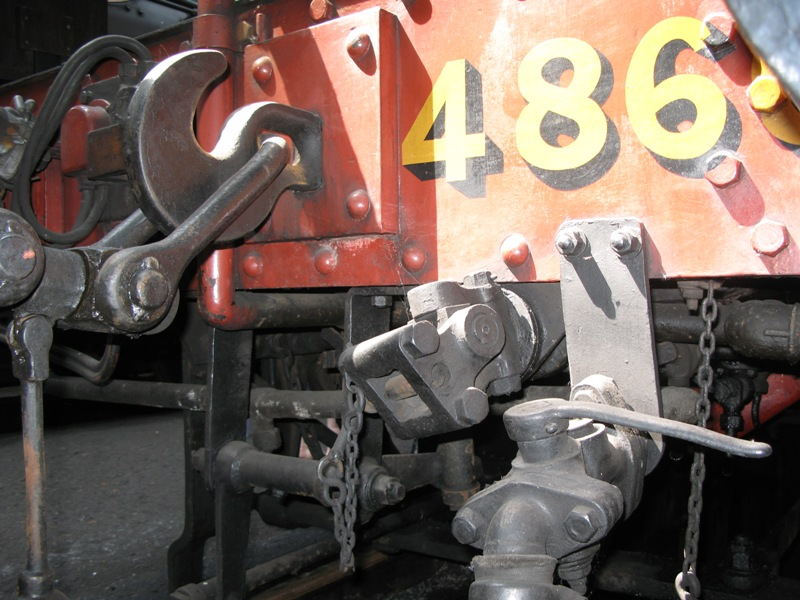
Gegenstück der Teleskopkupplung an der Lokomotive

##### Druckluftsteuerung

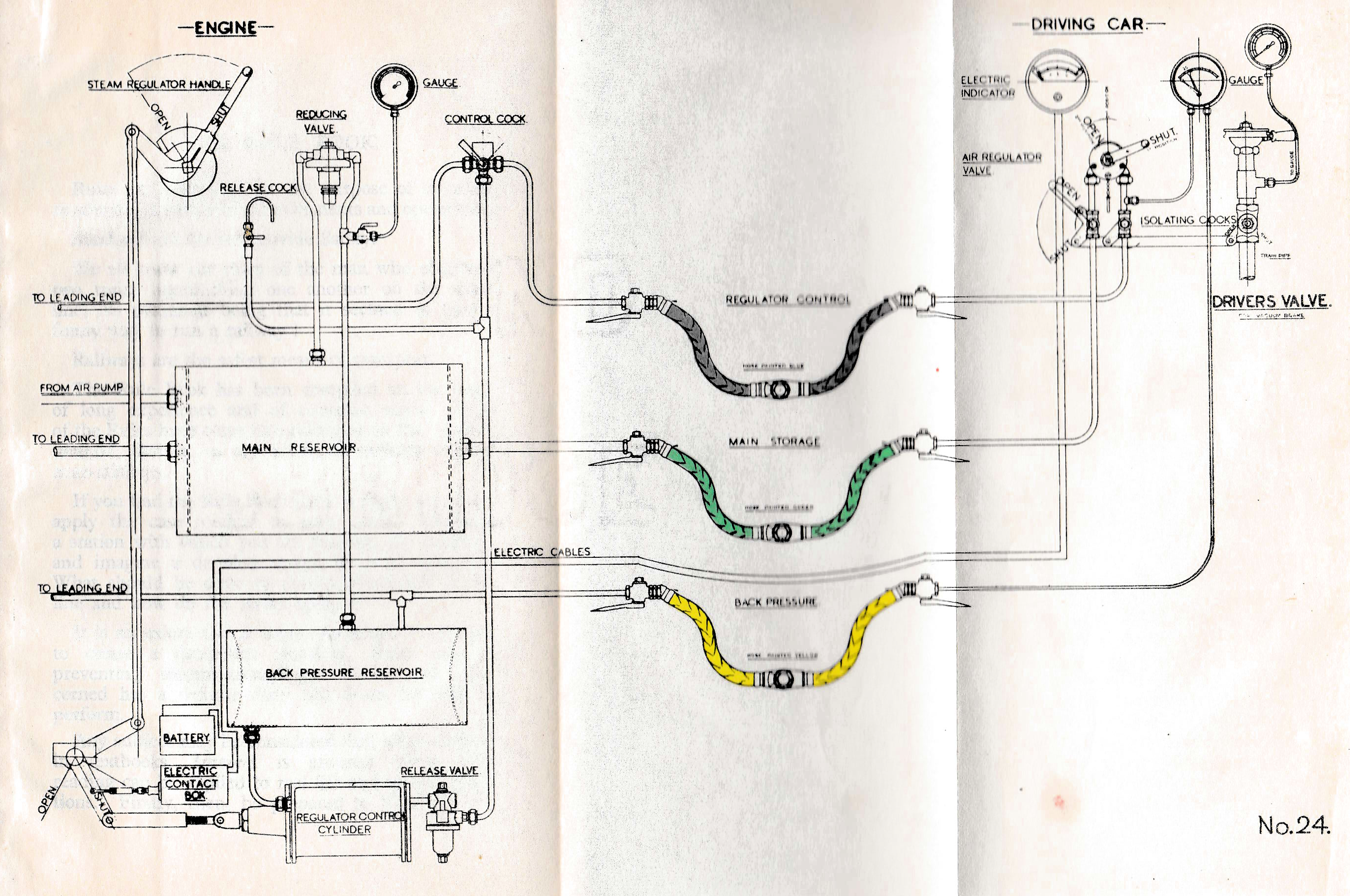
Wendezugsteuerung der Southern Railway

Die von der London, Brighton and South Coast Railway (LB&SCR) entwickelte Wendezugsteuerung arbeitete mit Druckluft. Sie ermöglichte den Einsatz von zwei Zwischenwagen zwischen der Lokomotive und den Steuerwagen. Nach der Integration der LB&SCR in die Southern Railway (SR) wurde diese Wendezugsteuerung zum Standard der SR. Sie wurde sowohl im Vorortverkehr um London, wie auch auf Nebenstrecken eingesetzt.
Bei dieser Steuerung bewegte ein Druckluftzylinder den Reglerhebel. Der Kolben des Zylinders war auf einer Seite dauernd mit Druck beaufschlagt, der den Regler in Richtung Schließen drückte. Die andere Seite des Kolbens wurde je nach Stellung eines Ventils im Steuerwagen mit einem höheren Druck beaufschlagt, wodurch der Regler geöffnet wurde. Für die Steuerung des Reglers war der Steuerwagen über drei Luftleitungen mit der Lokomotive verbunden: eine Leitung zur Versorgung des Steuerventils mit Luft, eine zweite, die den Druck des Steuerventils auf die Lokomotive übertrug und eine dritte Leitung von der Lokomotive zu einem Manometer im Führerstand des Steuerwagens, das dem Lokführer den konstant anliegende Druck zum Schließen der Regler anzeigte. Die Stellung des Reglers wurde auf der Lokomotive durch elektrischen Kontakten erfasst. Ein Steuerkreis, der von einer Batterie mit Spannung versorgt wurde, zeigte die Reglerstellung im Führerstand des Steuerwagens an. Das System wurde von einer eigenen Luftpumpe versorgt, die den Druck in einem Hauptluftbehälter aufbaute. Dieser versorgte über ein Druckreduzierventil einen Hilfsluftbehälter, der den Druck zum Schließen des Reglers speicherte. Lokführer und Heizer konnten sich mittels Klingelsignale verständigen.
Im Schiebebetrieb bediente der Heizer die Umsteuerung, die Schlammhähne und die Sandstreueinrichtung. Es war wichtig, dass der Heizer den Wasserstand bei schlechten Schienenverhältnissen tief hielt, um ein Überreißen bei Schleudervorgängen zu verhindern, die möglicherweise vom Lokführer nicht bemerkt wurden.

#### Konventionelle Wendezugsteuerung (KWS)

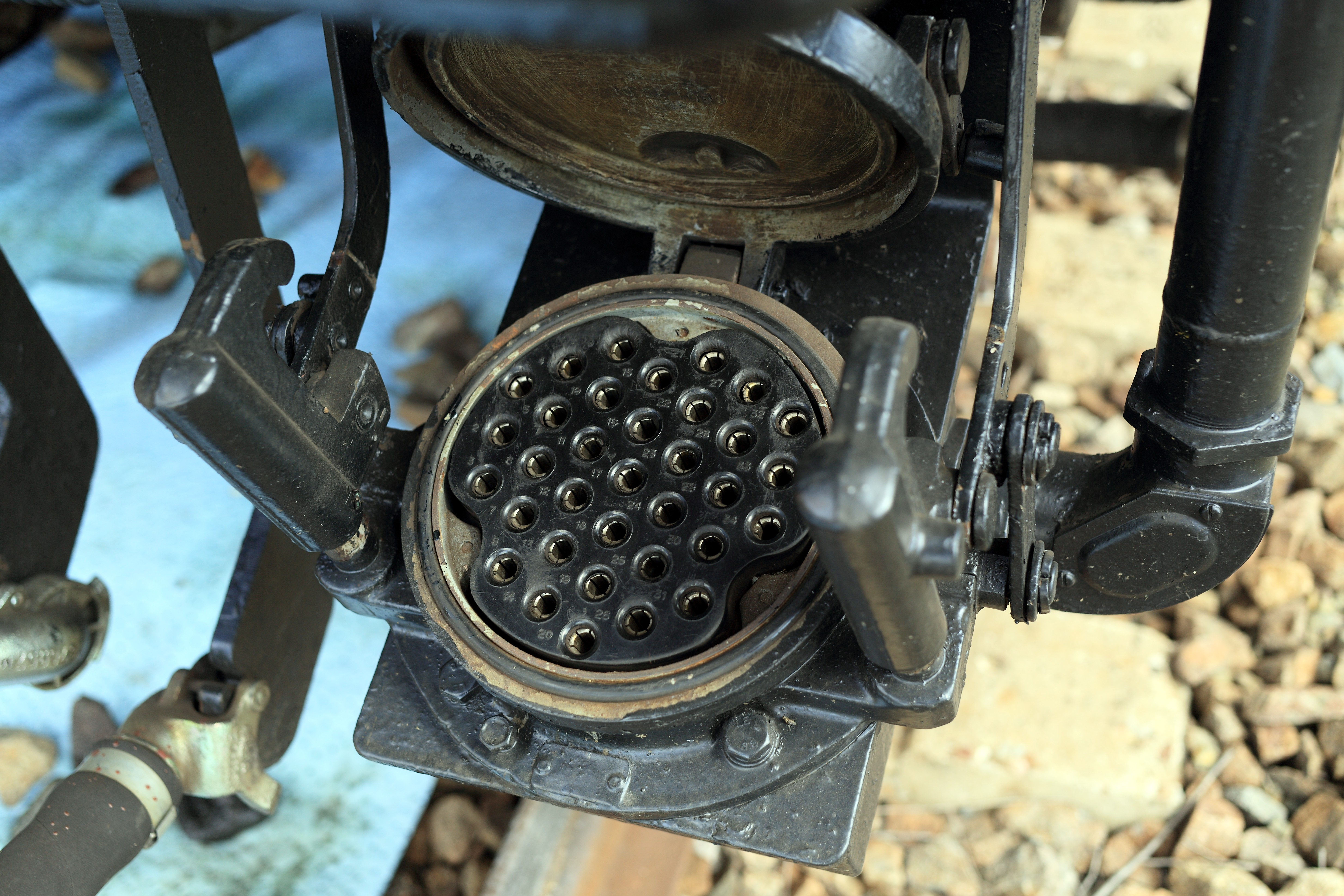
34polige Vielfachsteckdose

Die Signalübertragung bei der konventionellen Wendezugsteuerung erfolgt in Deutschland über eine 36-polige (Deutsche Bundesbahn) oder 34-polige (Deutsche Reichsbahn) Wendezugsteuerleitung. Die Leitungen übertragen parallel die einzelnen Steuerbefehle an die zu steuernde Lokomotive und geben Statusmeldungen zurück. Außerdem werden analoge Werte, wie z. B. Motorstrom und Fahrdrahtspannung oder der Sollwert für die dynamische Bremse übertragen. Steuerwagen mit konventioneller Steuerung sind nur für den Betrieb mit Dampf-, Diesel- oder elektrischen Lokomotiven nutzbar, ein Wechsel der Traktionsart erfordert eine Umrüstung des Führerstandes in der Werkstatt, ausgenommen die Steuerwagen mit Wittenberger Kopf, bei denen das Umschalten eines Schalters genügt.
Auch die Zwischenwagen müssen als sogenannte Leitungswagen speziell für die konventionelle Wendezugsteuerung mit den Steuerleitungen ausgerüstet sein.

#### Zeitmultiplexe Wendezugsteuerung (ZWS)

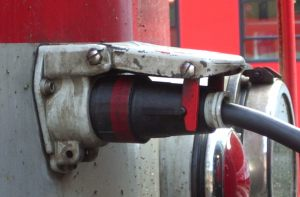
Stecker des 18-poligen UIC-Kabels, das bei ZMS und WTB der Datenübertragung zwischen den Fahrzeugen dient

Bei der konventionellen Wendezugsteuerung waren besonders die schweren Leitungskupplungen und Steckverbindungen störanfällig und unterhaltungsaufwändig. Es wurden daher Möglichkeiten gesucht, die Signale der Wendezugsteuerung über andere, bereits vorhandene Verbindungsleitungen zu übertragen. Dazu wurden um 1960 Versuche mit einer Tonfrequenz-Multiplex-Steuerung über die Zugsammelschiene unternommen. Im Auftrag der Deutschen Bundesbahn wurde dann 1974/1975 zeitmultiplexe Wendezugsteuerung entwickelt, welche die Signale über die Adern 10 und 11 des bereits vorhandenen 13-poligen UIC-Kabels nach UIC-Merkblatt 568 seriell überträgt. Im Gegensatz zur konventionellen Wendezugsteuerung war somit keine aufwendige Zusatz- bzw. Neuverkabelung notwendig.
Bei der zeitmultiplexen Wendezugsteuerung handelt es sich um eine sogenannte Punkt-zu-Punkt-Verbindung zwischen dem führenden Steuerwagen und dem geführten Triebfahrzeug. Es werden daher zwei Übertragungskanäle realisiert:
- Der Befehlskanal vom führenden Steuerwagen zum geführten Triebfahrzeug und
- Der Meldekanal vom geführten Triebfahrzeug zum führenden Steuerwagen.

Auf jedem Übertragungskanal werden die Signale auf je eine eigene Trägerfrequenz moduliert. So können Telegramme bestehend aus 10 Datenwörtern zu je 8 Bits sowie 3,5 Synchronisationsbits, 15 Prüfbits und 3 Stoppbits mit Hilfe von Modems übertragen werden. Die Lokomotiven senden ein Datagramm mit ihrer Baureihenkennung, weil der Steuerwagen auf unterschiedliche Lokomotiven unterschiedlich reagieren muss.
Diese zeitmultiplexe Wendezugsteuerung wurde erstmals 1978 bei S-Bahn-Wendezügen bestehend aus x-Wagen zusammen mit Lokomotiven der Baureihe 111 eingesetzt. Eine größere, über den S-Bahn-Betrieb der Ballungsräume hinausgehende Verbreitung stellte sich erst ab 1992 mit der Ablieferung der neuen Doppelstockwagen ein. Die Bauart DABgbuzf 760 erhielt als Übergangslösung sowohl die 34-polige als auch die zeitmultiplexe Steuerung. Seither wurden die Einsatzfelder kontinuierlich erweitert. Neubeschaffte Lokomotiven und Steuerwagen werden seither generell mit der ZWS ausgerüstet, zahlreiche ältere Lokomotiven und auch Steuerwagen bekamen sie nachgerüstet. Mit Ausnahme einiger weniger Doppelstocksteuerwagen der Reichsbahn-Bauart sowie der mit Steuerwagen Bauart Karlsruhe geführter Wendezüge hat die zeitmultiplexe die konventionelle Wendezugsteuerung komplett verdrängt.
Eine Variante der zeitmultiplexen Wendezugsteuerung ist die zeitmultiplexe Doppeltraktionssteuerung (ZDS), welche nach dem gleichen Prinzip funktioniert und die Doppeltraktion zweier Lokomotiven über das UIC-Kabel ermöglicht. Daraus wurde inzwischen die zeitmultiplexe Mehrfachtraktionssteuerung entwickelt (ZMS), welche auch Kombinationen aus mehr als zwei Lokomotiven sowie die Steuerung von mehr als einer Lokomotive vom Steuerwagen aus ermöglicht. Ihr Verbreitungsgrad ist bisher jedoch noch recht gering.
Um weitere Befehle wie beispielsweise jene zur seitenselektiven Türsteuerung zu übertragen, wurden die meisten Fahrzeuge mit der frequenzmultiplexen Zugsteuerung (FMZ) erweitert. Diese Steuerung überträgt auf demselben Aderpaar die erforderlichen Zusatzbefehle mittels auf einem Träger aufgesetzten Frequenzmultiplex.

#### Wendezugsteuerung über WTB
Beim Wire Train Bus (WTB) handelt es sich um ein Bussystem. Im Gegensatz zu den Zeitmultiplex-Systemen, bei denen nur Lokomotiven und/oder Steuerwagen untereinander kommunizieren, können über den WTB optional auch alle weiteren Wagen im Zugverband an der Buskommunikation teilnehmen. Die Wendezugsteuerung kann damit etwa um die Verarbeitung von Diagnosemeldungen aus den einzelnen Wagen erweitert werden. Der WTB ist somit nicht mehr nur auf die Datenübertragung für die Traktionssteuerung beschränkt. Des Weiteren ist mit dem WTB, ähnlich wie bei der ZWS mit einer zusätzlichen zeitmultiplexen Doppeltraktionssteuerung, neben der Wendezugsteuerung auch die Vielfachsteuerung von Triebfahrzeugen möglich, was für größtmögliche Flexibilität bei der Zugzusammenstellung sorgt.
Für die internationalen Anwendung in Reisezügen sind die WTB-Telegramme im UIC Merkblatt 556 standardisiert. Zur Übertragung sind hierbei die Adern 17/18 des UIC-Kabels vorgesehen. Alternativ kann entsprechend der Normierung auch die Datenleitung der neunpoligen Ep-Leitung verwendet werden. In technisch artenreinen Garnituren kann auch eine abweichende Leitung verwendet werden.
Die in Österreich eingesetzten Steuerwagen der Baureihen 80-33 und 80-73 sowie die Railjet-Steuerwagen übertragen die Daten zwischen Lokomotive und Steuerwagen über die UIC-Leitung entsprechend dem ÖBB-Fernsteuerkonzept (WTB-ÖBB). Die Talgo-Einheiten ICE L und die Talgo-Wagen der DSB werden aufgrund einer Vereinbarung zwischen DB, DSB und ÖBB ebenfalls das WTB-ÖBB-Protokoll als Standard benutzen. Die Intercity 2 der Deutschen Bahn AG nutzen ein zur ÖBB-WTB inkompatibles WTB-Protokoll für die Wendezugsteuerung.

#### Weitere Verfahren
Es existieren eine Vielzahl an weiteren Verfahren. Lokal verbreitete Varianten sind oft an regionalen Neben- und Schmalspurbahnen eingesetzt. Wie bei allen anderen Verfahren müssen die jeweiligen Fahrzeuge eines Zugverbandes dasselbe System benutzen.
Es können jeweils nur technisch artenreine Fahrzeuge untereinander gesteuert werden oder es müssen Fahrzeuge eingesetzt werden, die zwischen verschiedenen Systemen übersetzen können. So konnten beispielsweise die BLS Re 465, sowohl mit der Vst IIId wie auch mit WTB kommunizieren, was ermöglichte, dass von einer SBB Re 460, die nur WTB besaß, auch eine Re 4/4 II gesteuert werden unter der Voraussetzung, dass dazwischen eine BLS Re 465 eingeordnet war. Das Vst IIId System wurde mittlerweile aus der BLS Re 465 ausgebaut und an dessen Stelle das ZMS-System eingebaut.

### Indirekte Wendezugsteuerung
Die indirekte Wendezugsteuerung dient zur Verständigung zwischen dem Fahrpersonal im Befehlswagen und im schiebenden Triebfahrzeug. Anfänglich wurde die Kommunikation mittels fest vereinbarten Klingelzeichen über eine Klingelleitung und/oder über eine Telefonanlage durchgeführt. Für eine zuverlässigere Übertragung der Signale wurden weitergehende Systeme entwickelt. Hierbei werden die Befehle vom Befehlswagen durch ein Befehlsgerät auf ein Empfangsgerät auf dem Triebfahrzeug elektrisch übertragen. Beide Geräte wurden über ein 15-adriges Wendezugkabel verbunden. Dementsprechend mussten auch die Zwischenwagen als Leitungswagen speziell vorbereitet sein.

#### Bauart Fabeg
Bei der Bauart Fabeg werden die Befehle sowohl akustisch als auch mittels Leuchtmelder angezeigt und mussten mittels Tastendruck quittiert werden. Eine Ruftaste auf den beiden Geräten ergänzte die Telefonanlage.
Eingesetzt wurde die Bauart Fabeg ab 1952 bei den Dampflokomotiven der Baureihe 78 im Hamburger Vorortverkehr. Das Fabeg-Gerät war speziell für die Stromversorgung über die dort eingesetzte 85-V-Zugbeleuchtung ausgelegt.

#### Bauart Hagenuk
Im Gegensatz zur Bauart Fabeg wurden bei der Bauart Hagenuk die Befehle nicht mit Leuchtmelder und Tasten, sondern mithilfe eines runden Anzeige- und Gebergerätes, ähnlich einem Maschinentelegrafen auf Schiffen, übertragen. Der Triebfahrzeugführer im Befehlswagen stellte am Befehlsgerät mittels eines drehbaren Handgriffs die Befehle ein, worauf diese am Empfangsgerät von einem Zeiger angezeigt werden und eine Summer ertönt. Der Maschinenbediener musste zur Quittierung des Befehls seinen Drehgriff in die angezeigte Stellung bringen, worauf der Summer verstummte und der Zeiger im Befehlsgerät die Quittierung anzeigt.

## Einsatz im Güterverkehr
Im Güterverkehr kommen Wendezüge nur in Ausnahmefällen zum Einsatz, wenn Ganzzüge über relativ kurze Distanzen verkehren. In diesen Fällen, wo die Züge am Zielort nicht in einzelne Wagen zerlegt werden müssen, kann sich das System lohnen, weil man sich so das häufige Umsetzen der Lokomotive beim Fahrrichtungswechsel spart. So verkehrten etwa auf der Werksbahn im Oberpfälzer Braunkohlerevier Wendezüge, die Braunkohle aus den Tagebauen bei Wackersdorf zum nahe gelegenen Kraftwerk Dachelhofen bzw. Kraftwerksasche in die umgekehrte Richtung transportierten.

## Geschichte

### Deutschland
Erste Versuche mit einer direkten Wendezugsteuerung wurden 1939 von der Deutschen Reichsbahn mit einer umgebauten Lokomotive der Baureihe E 04 durchgeführt. Aufgrund des Zweiten Weltkriegs konnte das Versuchsprogramm trotz guter Erfolge nicht abgeschlossen werden.
Erst nach dem Krieg setzte sich der Wendezugbetrieb zunächst im Bereich der Deutschen Bundesbahn langsam durch. Ab 1951 wurde im Dampfbetrieb die indirekte Wendezugsteuerung eingeführt, da der Heizer ohnehin zur Kesselbedienung und zur Feuerung auf der Lokomotive verbleiben musste. Eine druckluftbetätigte Reglerschließvorrichtung stellte sicher, dass beim Einleiten einer Bremsung durch den im Wendezugbefehlswagen sitzenden Lokführer bei einem geschobenen Zug die Dampfzufuhr zu den Zylindern der Lokomotive abgesperrt wurde. Dadurch konnte keine Antriebskraft mehr auf die Räder wirken, die einer Bremsung entgegengewirkt hätte. Für die indirekte Steuerung wurden Dampflokomotiven der Baureihen 78, 38.10, 65 und 23 umgebaut.
Elektrische Wendezüge mit direkter Wendezugsteuerung wurden nach und nach eingeführt, als die Lokomotiven und Wagen serienmäßig mit der entsprechenden Ausrüstung verfügbar waren. In jüngerer Zeit werden die Wendezüge zunehmend durch Triebwagen ersetzt.

### Schweiz

Erster Pendelzug der Schweiz

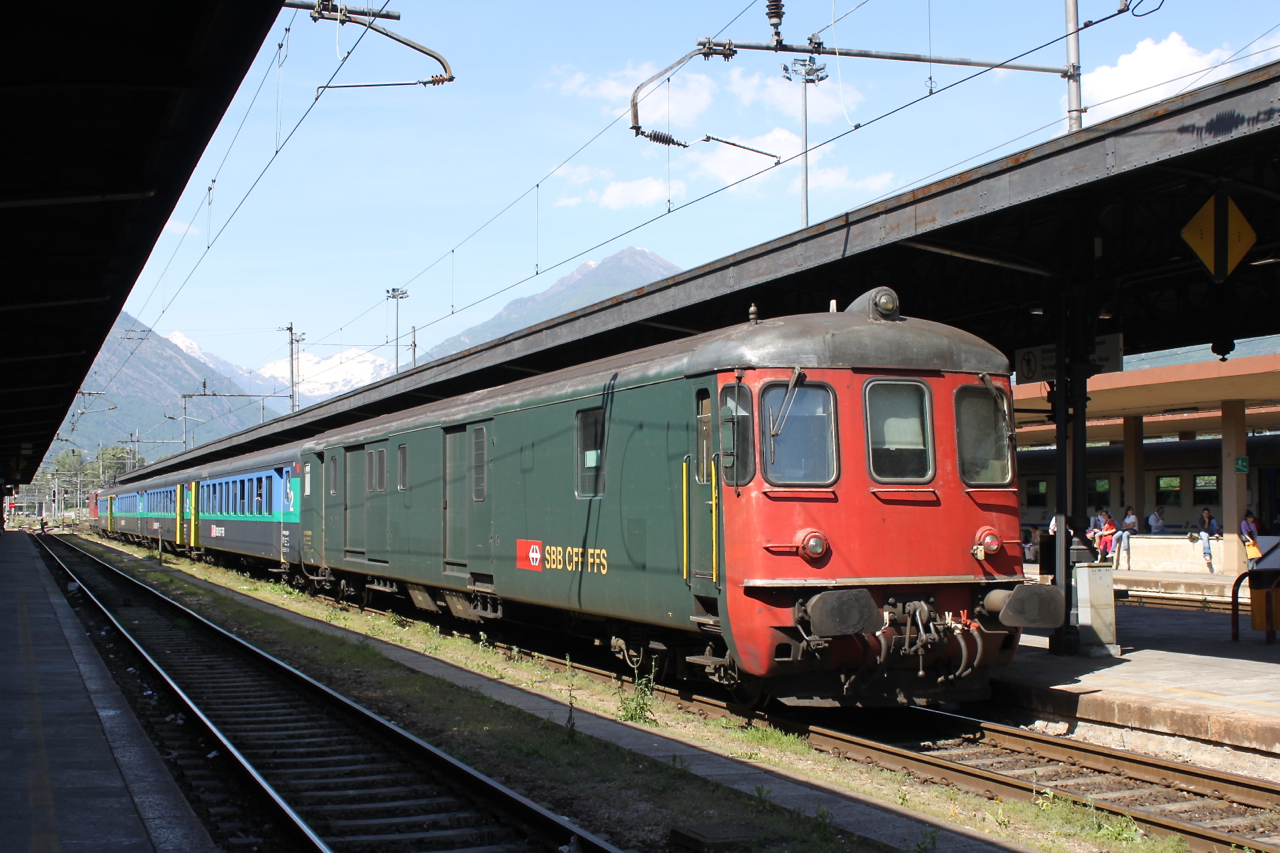
SBB: Steuerwagen Dt, der eine Re 4/4 II fernsteuert (2010)

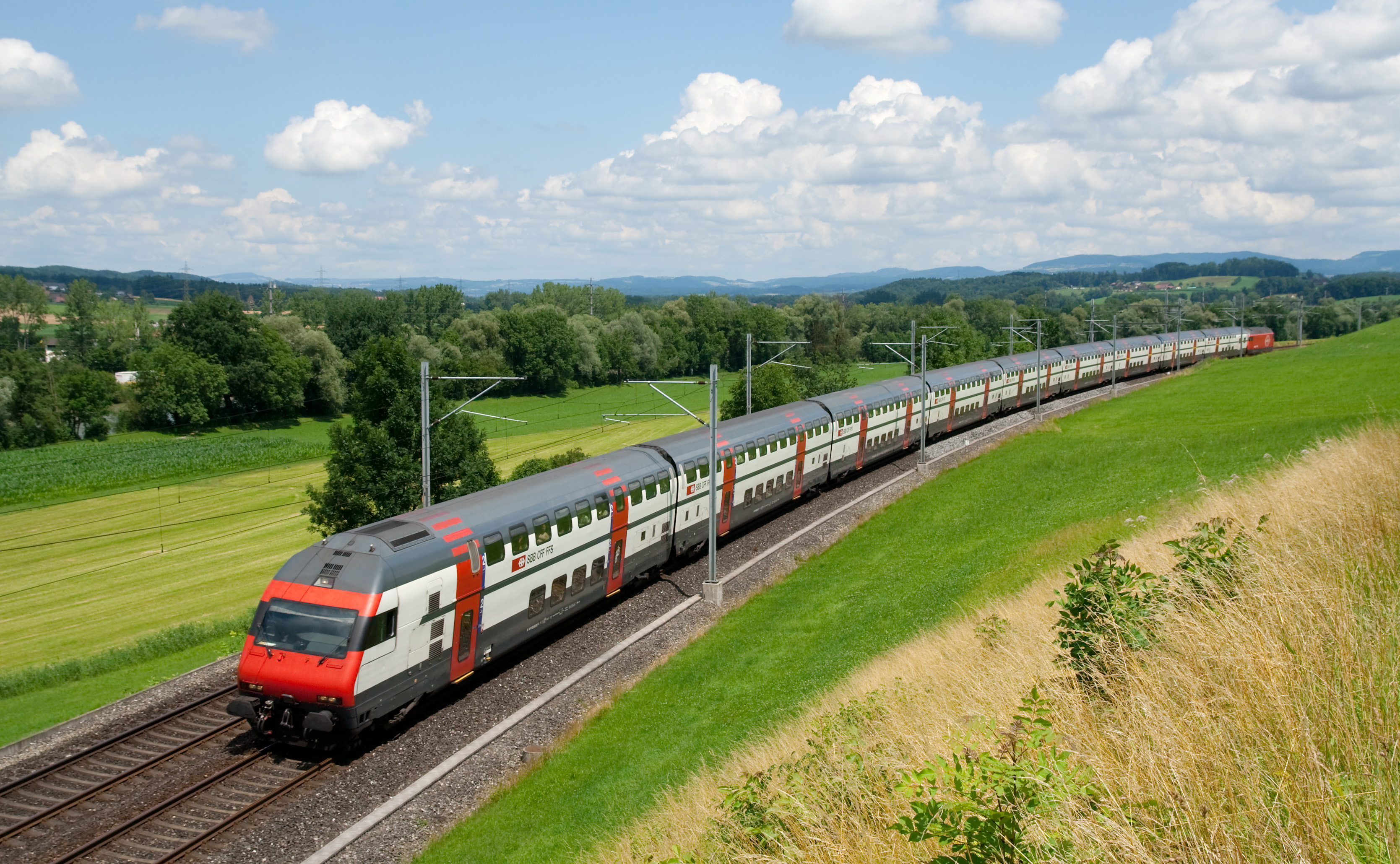
SBB-Pendelzug mit IC2000-Wagen und Lok 2000, indem die Wendezug-steuerung mit WTB realisiert ist

In der Schweiz wird nur der Begriff Vielfachsteuerung verwendet, der sowohl die Wendezugsteuerung wie auch die Mehrfachtraktionssteuerung umfasst.
Der erste Pendelzug der SBB fuhr 1923. Von Beginn an wurde die direkte Steuerung verwendet, wobei zunächst der zum Steuerwagen Ft 16021 umgebaute zweiachsige Gepäckwagen benutzt wurde, der einen Ce 4/6-Triebwagen fernsteuern konnte. Als Wendezugsteuerung kam das System Vst I zum Einsatz. 1928 standen 46 Triebwagen, 11 Steuerwagen sowie eine größere Anzahl mit Steuerleitungen versehener Mittelwagen zur Verfügung. Daraus konnten sowohl Pendelzüge mit Steuerwagen als auch solche mit Triebwagen an beiden Zugenden gebildet werden.
Mit den RBe 4/4-Triebwagen wurden die Vielfachsteuerung Vst IIId ausgeführt, die auch bei den Privatbahnen eingeführt wurde. Sie wurde zum Standard und es lassen sich beinahe beliebige Kombinationen von Fahrzeugen bilden, solange nicht mehr als zehn arbeitende Fahrmotoren im Zug vorhanden sind. Die Steuerung ist universell einsetzbar, weil sie nicht Fahrstufen vorgibt, sondern Befehle zur Auf- und Absteuerung der Zugkraft an die Triebfahrzeuge überträgt.
Ab 1982 wurden die Swiss-Express-Züge zu Pendelzüge umgebaut. In diesem Umbau kam erstmals eine Fernsteuerung mit zeitmultiplexer Signalübertragung zum Einsatz. Sie wurde aber nur innerhalb des Zuges verwendet. Im Endwagen gegen die Lokomotive und im Steuerwagen waren Umsetzer für die Vst IIId angeordnet.
Heute bestehen fast alle Reisezüge in der Schweiz aus Pendel- oder Triebzügen. Im Fernverkehr kommen Züge mit den Lok 2000 zum Einsatz, die von Beginn an nur mit WTB als einzigem Fernsteuerungssystem ausgestattet waren.